# Montgalhard (Arieja)
Montgalhard (en francès Montgaillard) és un municipi francès, situat al Departament de l'Arieja a la regió Occitània.